# Vesara

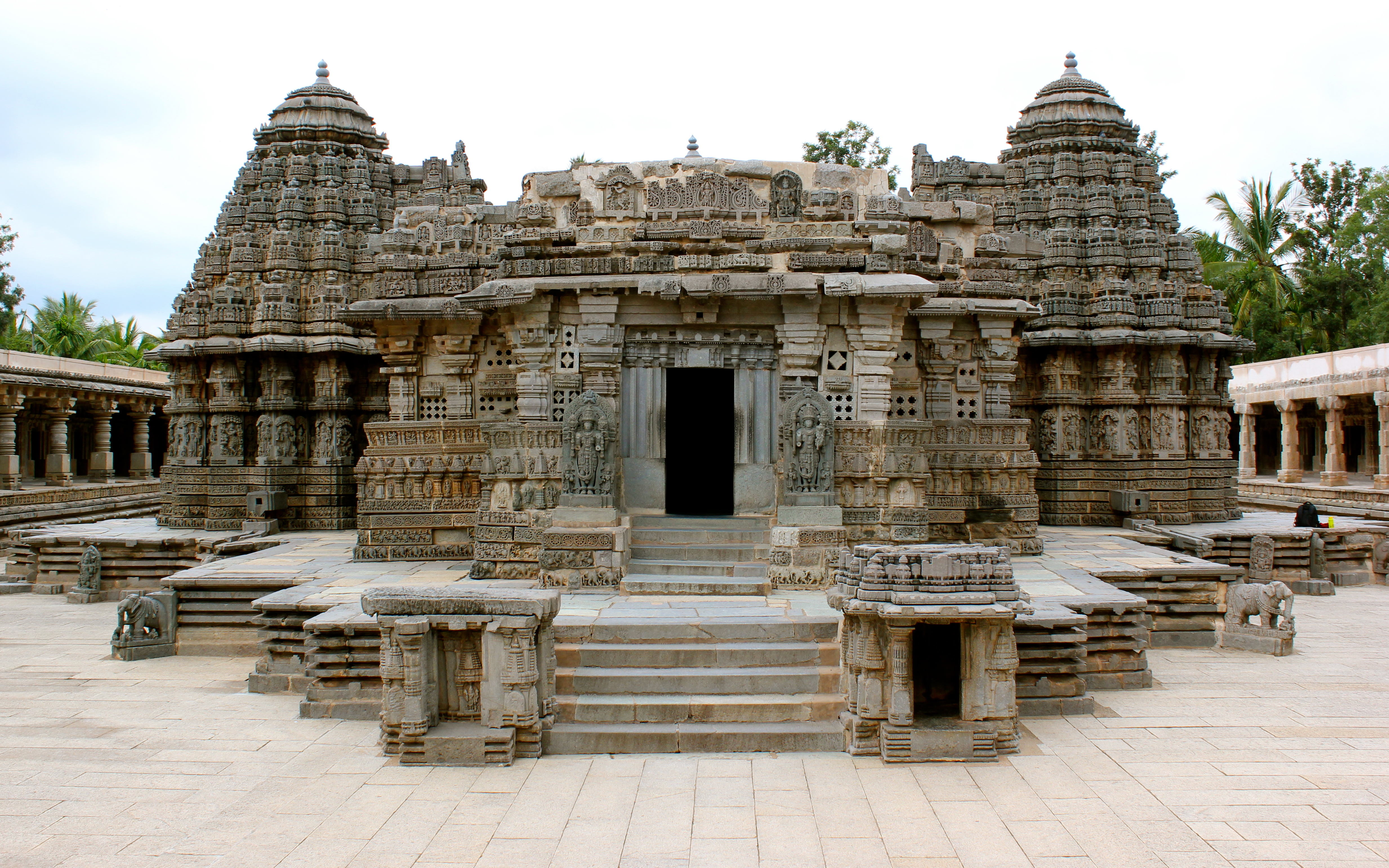
Temple de Chennakesava à Somanathapura, Karnataka, Inde

Vesara est un style d'architecture indienne principalement utilisée dans la construction de temples. Ce style découle de la combinaison des deux autres styles majeurs : Dravida et Nagara.

## Description
Le terme vesara est un mot sanskrit qui signifie « mulet » et désigne en architecture indienne un style hybride entre le nagara et le dravida.
La dualité du style Vesara s'explique facilement par la géographie : il est typique du Deccan et de certaines zones du sud de l'Inde, et se situe donc entre les styles Nagara au nord de l'Inde et Dravida au sud. Certains textes en parlent comme le « style architectural religieux du centre de l'Inde » ou « du Dekkan ». Néanmoins, bon nombre d'historiens s'accordent sur une origine de ce style dans le Karnataka actuel.
Ce sont les Chalukya de Badami (500 - 753) qui ont initié cette tendance architecturale, en construisant des temples s'inspirant à la fois des styles nagara et dravida. Le style s'est affiné grâce aux Rashtrakutas de Manyakheta (750 - 983) à Ellorâ, puis les Chalukyas de Kalyani (983 - 1195) à Lakkundi, Dambal, Gadag, etc. jusqu'à son apogée sous les Hoysalas (1000 - 1330). 
Les temples Hoysalas de Belur, Halebidu et Somnathpura sont les plus parfaits exemples de cette architecture. Ils ont d'ailleurs été présentés à l'Unesco pour intégrer la liste du patrimoine mondial de l'humanité.  
Parmi les plus vieux temples Vesara, on peut citer ceux de Sirpur, Baijnath, Baroli et Amarkantak.